# Альберт Невігер
Альберт Ернст Герман Вільгельм Невігер (нім. Albert Ernst Hermann Wilhelm Newiger; 4 січня 1889 — 28 травня 1956) — німецький воєначальник, генерал-майор вермахту. Кавалер Німецького хреста в золоті.

## Біографія
Син власника лицарської мизи Германа Невігера і його дружини Емілії, уродженої Шведе. 12 січня 1907 року вступив в Прусську армію. Учасник Першої світової війни, офіцер Генштабу. Після демобілізації армії залишений в рейхсвері. 31 травня 1935 року офіційно вийшов у відставку і призначений консультантом німецької військової місії в Китаї. 9 липня 1938 року місія повернулась в Німеччину. 1 жовтня 1938 року переданий в розпорядження вермахту. З 1 січня 1939 року — офіцер для особливих доручень ОКГ. 12 червня 1939 року відряджений в штаб командувача прикордонними частинами Верхнього Рейну, 17 вересня 1939 року — в штаб командира 25-го армійського корпусу. З 1 грудня 1939 року — командир 12-го запасного, з 4 січня 1940 року — 371-го, з 15 листопада 1940 року — 677-го, з 26 червня 1941 по 1 вересня 1942 року — 194-го піхотного полку.  З 1 листопада 1942 року — командир дивізії №190, з 10 листопада 1942 по 20 червня 1943 року — 112-ї піхотної, з 3 грудня 1943 по 5 вересня 1944 року — командир 52-ї навчально-польової (з 8 квітня 1944 року — охоронної) дивізії, одночасно з липня 1944 року — комендант фортеці Барановичі. 31 січня 1945 року звільнений у відставку.

## Звання
- Фанен-юнкер (12 січня 1907)
- Лейтенант (18 травня 1908)
- Оберлейтенант (25 лютого 1915)
- Ротмістр (18 липня 1917)
- Майор (1 листопада 1930)
- Оберстлейтенант служби комплектування (1 січня 1939)
- Оберст служби комплектування (1 жовтня 1939)
- Оберст (1 квітня 1941)
- Генерал-майор (1 січня 1943)

## Нагороди
- Залізний хрест 2-го і 1-го класу
- Почесний хрест ветерана війни з мечами
- Медаль «За вислугу років у Вермахті» 4-го, 3-го, 2-го і 1-го класу (25 років)
- Застібка до Залізного хреста 2-го і 1-го класу
- Медаль «За зимову кампанію на Сході 1941/42»
- Німецький хрест в золоті (20 вересня 1942)
- Хрест Воєнних заслуг 2-го класу з мечами